# Temporada 1998 de Indy Racing League

La Temporada de 1998 de la IRL (Pep Boys Indy Racing League) fue en 1998, fue la de mejor estabilidad en comparación con las dos temporadas anteriores. Por primera vez en la temporada se desarrolla formalmente en la época de primavera-verano-otoño, como todas las demás formas del automovilismo mundial. 15 pilotos habían completado el programa de 11 carreras, dos veces más que la temporada anterior. fue una temporada total para el chasis Riley & Scott, a pesar de que resultó impopular debido a su introducción tardía. los pilotos del equipo de A.J. Foyt Enterprises lograron cuatro victorias, la pole positione en la Indy 500, además del campeonato, sin duda alguna el éxito más grande de toda su la historia.

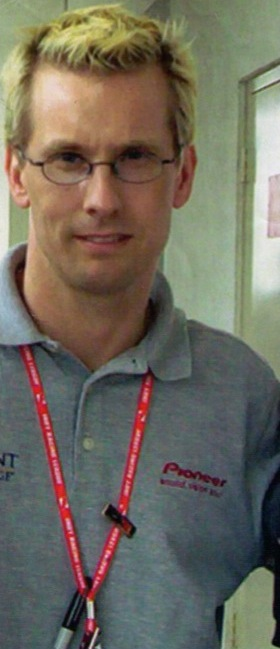
Ganador de la Temporada de 1998, Kenny Bräck

## Calendario
| Fecha | Día              | Circuito                                              | Vueltas | Distancia           | Tiempo      | Velocidad Promedio | Ganador        | Pole Position | Mayor número de Vueltas como Líder | Vueltas Más Rápidas |
| ----- | ---------------- | ----------------------------------------------------- | ------- | ------------------- | ----------- | ------------------ | -------------- | ------------- | ---------------------------------- | ------------------- |
| 1     | 24 de enero      | Walt Disney World Speedway, Florida                   | 200     | 200 mi (321,9 km)   | 2'06:04.000 | 153.186            | Tony Stewart   | Tony Stewart  | Tony Stewart                       | Kenny Bräck         |
| 2     | 22 de marzo      | Phoenix International Raceway, Arizona                | 200     | 200 mi (321,9 km)   | 2'02:18.735 | 157.888            | Scott Sharp    | Jeff Ward     | Tony Stewart                       | Tony Stewart        |
| 3     | 24 de mayo       | Indianapolis Motor Speedway, Indiana                  | 200     | 500 mi (804,7 km)   | 3'26:40.524 | 233.598            | Eddie Cheever  | Billy Boat    | Eddie Cheever                      | Tony Stewart        |
| 4     | 6 de junio       | Texas Motor Speedway, Texas                           | 208     | 312 mi (502,1 km)   | 2'08:45.543 | 233.973            | Billy Boat     | Tony Stewart  | Billy Boat                         | Tony Stewart        |
| 5     | 28 de junio      | New Hampshire International Speedway, Nuevo Hampshire | 200     | 211,6 mi (340,5 km) | 1'51:30.262 | 183.237            | Tony Stewart   | Billy Boat    | Tony Stewart                       | Davey Hamilton      |
| 6     | 19 de julio      | Dover International Speedway, Delaware                | 248     | 248 mi (399,1 km)   | 2'29:49.262 | 159.833            | Scott Sharp    | Tony Stewart  | Scott Sharp                        | Greg Ray            |
| 7     | 25 de julio      | Lowe's Motor Speedway, Carolina del Norte             | 208     | 312 mi (502,1 km)   | 1'58:10.555 | 254.926            | Kenny Bräck    | Tony Stewart  | Kenny Bräck                        | Kenny Bräck         |
| 8     | 16 de agosto     | Pikes Peak International Raceway, Colorado            | 200     | 200 mi (321,9 km)   | 1'29:52.649 | 214.866            | Kenny Bräck    | Billy Boat    | Jeff Ward                          | Jeff Ward           |
| 9     | 29 de agosto     | Atlanta Motor Speedway, Georgia                       | 200     | 312 mi (502,1 km)   | 2'17:15.289 | 225.343            | Kenny Bräck    | Billy Boat    | Scott Goodyear                     | Billy Boat          |
| 10    | 20 de septiembre | Texas Motor Speedway, Texas                           | 208     | 312 mi (502,1 km)   | 2'21:53.557 | 212.316            | John Paul, Jr. | Billy Boat    | Tony Stewart                       | Jeff Ward           |
| 11    | 11 de octubre    | Las Vegas Motor Speedway, Nevada                      | 208     | 312 mi (502,1 km)   | 2'18:19.202 | 217.800            | Arie Luyendyk  | Billy Boat    | Arie Luyendyk                      | Arie Luyendyk       |

## Campeonato de pilotos
| Pos | Piloto                 | WDW | PHX | INDY | TXS | NHS | DOV | CMS | PIK | ATL | TXS | LSV | Pts |
| --- | ---------------------- | --- | --- | ---- | --- | --- | --- | --- | --- | --- | --- | --- | --- |
| 1   | Kenny Bräck            | 13  | 14  | 6    | 3   | 18  | 10  | 1*  | 1   | 1   | 5   | 10  | 332 |
| 2   | Davey Hamilton         | 3   | 26  | 4    | 7   | 4   | 4   | 7   | 5   | 2   | 9   | 19  | 292 |
| 3   | Tony Stewart           | 1*  | 2*  | 33   | 14  | 1*  | 8   | 21  | 3   | 5   | 20* | 14  | 289 |
| 4   | Scott Sharp            | 6   | 1   | 16   | 5   | 3   | 1*  | 18  | 11  | 18  | 23  | 12  | 272 |
| 5   | Buddy Lazier           | 15  | 28  | 2    | 11  | 7   | 2   | 13  | 7   | 17  | 6   | 3   | 262 |
| 6   | Jeff Ward              | 2   | 5   | 13   | 17  | 22  | 19  | 2   | 20* | 6   | 3   | 21  | 252 |
| 7   | Scott Goodyear         | 17  | 6   | 24   | 4   | 2   | 6   | 3   | 18  | 4*  | 22  | 22  | 244 |
| 8   | Arie Luyendyk          | 8   | 24  | 20   | 13  | 5   | 9   | 4   | 22  | 8   | 28  | 1*  | 227 |
| 9   | Eddie Cheever          | 24  | 10  | 1*   | 26  | 9   | 16  | 20  | 8   | 3   | 25  | 5   | 222 |
| 10  | Marco Greco            | 27  | 20  | 14   | 8   | 13  | 3   | 5   | 6   | 13  | 16  | 8   | 219 |
| 11  | John Paul, Jr.         | 10  | 19  | 7    | 16  | 26  | 21  | 6   | 15  | 23  | 1   | 4   | 216 |
| 12  | Stéphane Grégoire      | 4   | 4   | 17   | 25  | 24  | 5   | 8   | 4   | 20  | 26  | 17  | 201 |
| 13  | Billy Boat             | 21  | 3   | 23   | 1*  | 21  |     |     | 9   | 12  | 14  | 26  | 194 |
| 14  | Sam Schmidt            | 9   | 7   | 26   | 18  | 12  | 17  | 14  | 13  | 15  | 27  | 2   | 186 |
| 15  | Mark Dismore           | 5   | 16  | 27   | 21  | 8   | 18  | 15  | 19  | 7   | 10  | 15  | 180 |
| 16  | Robby Unser            |     |     | 5    | 9   | 11  | 11  |     | 12  | 16  | 2   | 16  | 176 |
| 17  | Robbie Buhl            | 20  | 12  | 31   | 6   | 10  |     |     | 2   | 11  | 7   | 7   | 174 |
| 18  | Brian Tyler            | 19  | 17  | DNQ  |     | 14  | 12  | 16  | 16  | 21  | 13  | 6   | 140 |
| 19  | Buzz Calkins           | 14  | 9   | 10   | 15  | 15  |     |     | 24  | 28  | 11  | 11  | 134 |
| 20  | Raul Boesel            | 18  | 8   | 19   | 28  | 19  | 14  | 24  | 25  | 10  | 17  | 18  | 132 |
| 21  | Greg Ray               | 25  | 11  | 18   | 2   |     | 15  | 17  |     | 24  | 21  | 25  | 128 |
| 22  | Steve Knapp            |     |     | 3    |     |     | 13  |     | 14  | 14  | 18  | 9   | 118 |
| 23  | Dr. Jack Miller        | 23  | DNS | 21   | 22  | 16  | 20  | 9   | 23  | 27  | 12  | 28  | 100 |
| 24  | Andy Michner           |     |     | 8    |     |     |     | 12  | 17  | 9   | 15  |     | 92  |
| 25  | Stan Wattles           | 22  | DNQ | 28   | 10  | 17  |     |     |     | 26  | 8   | 13  | 88  |
| 26  | Roberto Guerrero       | 26  | 27  | 22   | 24  |     |     |     | 21  | 19  | 4   | 20  | 83  |
| 27  | Tyce Carlson           | 11  | 13  | DNQ  | 12  |     |     | 11  |     |     |     |     | 73  |
| 28  | Donnie Beechler        |     |     | 32   | 27  | 20  |     | 19  | 10  | 22  | 19  | 23  | 71  |
| 29  | Eliseo Salazar         | 12  | 23  | DNQ  | 23  | 6   | DNS |     |     |     |     |     | 60  |
| 30  | Mike Groff             | 7   | 15  | 15   | DNS |     |     |     |     |     |     |     | 56  |
| 31  | Jimmy Kite             | 16  | 18  | 11   | DNP |     |     | 23  |     |     |     |     | 52  |
| 32  | J. J. Yeley            |     | 25  | 9    | 19  | 23  |     |     |     | 25  |     |     | 50  |
| 33  | Jim Guthrie            | DNS | DNS | 29   |     |     | 7   | 22  |     |     |     | 24  | 41  |
| 34  | Jack Hewitt            |     |     | 12   | DNP | 25  |     |     |     |     |     |     | 23  |
| 35  | Stevie Reeves          |     |     |      |     |     |     | 10  |     |     |     |     | 20  |
| 36  | David Steele           |     | 22  |      |     |     |     |     |     |     | 24  | 27  | 17  |
| 37  | Billy Roe              | DNQ |     | 30   | 20  |     |     |     |     |     |     |     | 11  |
| 38  | Paul Durant            |     | 21  | DNQ  | DNP |     |     |     |     |     |     |     | 9   |
| 39  | Scott Harrington       |     |     | DNQ  |     |     | 22  |     |     |     |     |     | 8   |
| 40  | Johnny Unser           |     |     | 25   |     |     |     |     |     |     |     |     | 5   |
| 41  | Robbie Groff           | 28  | DNQ |      |     |     |     |     |     |     |     |     | 2   |
| -   | Affonso Giaffone       | DNQ |     |      |     |     |     |     |     |     |     |     | 0   |
| -   | Claude Bourbonnais     |     |     | DNQ  |     |     |     |     |     |     |     |     | 0   |
| -   | Dan Drinan             |     |     | DNQ  |     |     |     |     |     |     |     |     | 0   |
| -   | Joe Gosek              |     |     | DNQ  | DNP |     |     |     |     |     |     |     | 0   |
| -   | John Hollansworth, Jr. | DNS |     |      |     |     |     |     |     |     |     |     | 0   |
| -   | Jaques Lazier          |     |     | DNQ  |     |     |     |     |     |     |     |     | 0   |
| -   | Hideshi Matsuda        |     |     | DNQ  |     |     |     |     |     |     |     |     | 0   |
| -   | Danny Ongais           |     |     | DNQ  |     |     |     |     |     |     |     |     | 0   |
| -   | Lyn St. James          |     |     | DNQ  |     |     |     |     |     |     |     |     | 0   |
| Pos | Piloto                 | WDW | PHX | INDY | TXS | NHS | DOV | CMS | PIK | ATL | TXS | LSV | Pts |

| Color       | Resultado                            |
| ----------- | ------------------------------------ |
| Oro         | Ganador                              |
| Plata       | 2.º lugar                            |
| Bronce      | 3.º lugar                            |
| Green       | 4.º & 5.º lugar                      |
| Celeste     | 6.º-10.º lugar                       |
| Azul oscuro | Finalizó (fuera del Top 10)          |
| Morado      | No finalizó (Ret)                    |
| Rojo        | No se clasificó (DNQ)                |
| Marrón      | Retiro antes del fin de semana (Wth) |
| Negro       | Descalificado (DSQ)                  |
| Blanco      | No largó la carrera (DNS)            |
| Blanco      | No participó (DNP)                   |
| Blanco      | No compitió                          |

| Anotaciones    | |
| Negrita        | Pole position |
| Cursiva        | Vuelta rápida |
| *              | Lideró más vueltas (2 puntos)                                                                                     |
| DNS            | Aunque el piloto clasificó pero que no largó la carrera (DNS), consigue los puntos como si hubiera formado parte. |
| Novato del Año | |
| Novato         | |

| Color       | Resultado                            |
| ----------- | ------------------------------------ |
| Oro         | Ganador                              |
| Plata       | 2.º lugar                            |
| Bronce      | 3.º lugar                            |
| Green       | 4.º & 5.º lugar                      |
| Celeste     | 6.º-10.º lugar                       |
| Azul oscuro | Finalizó (fuera del Top 10)          |
| Morado      | No finalizó (Ret)                    |
| Rojo        | No se clasificó (DNQ)                |
| Marrón      | Retiro antes del fin de semana (Wth) |
| Negro       | Descalificado (DSQ)                  |
| Blanco      | No largó la carrera (DNS)            |
| Blanco      | No participó (DNP)                   |
| Blanco      | No compitió                          |

| Anotaciones    | |
| Negrita        | Pole position |
| Cursiva        | Vuelta rápida |
| *              | Lideró más vueltas (2 puntos)                                                                                     |
| DNS            | Aunque el piloto clasificó pero que no largó la carrera (DNS), consigue los puntos como si hubiera formado parte. |
| Novato del Año | |
| Novato         | |

En cada carrera, el sistema de puntuación es la siguiente:
| Posición | 1  | 2  | 3  | 4  | 5  | 6  | 7  | 8  | 9  | 10 | 11 | 12 | 13 | 14 | 15 | 16 | 17 | 18 | 19 | 20 | 21 | 22 | 23 | 24 | 25 | 26 | 27 | 28 | 29 | 30 | 31 | 32 | 33 |
| -------- | -- | -- | -- | -- | -- | -- | -- | -- | -- | -- | -- | -- | -- | -- | -- | -- | -- | -- | -- | -- | -- | -- | -- | -- | -- | -- | -- | -- | -- | -- | -- | -- | -- |
| Puntos   | 50 | 40 | 35 | 32 | 30 | 28 | 26 | 24 | 22 | 20 | 19 | 18 | 17 | 16 | 15 | 14 | 13 | 12 | 11 | 10 | 9  | 8  | 7  | 6  | 5  | 4  | 3  | 2  | 1  | 1  | 1  | 1  | 1  |

- El desempate en puntos se determina por el número de victorias, seguido por el número de 2° lugares, 3° lugares, etc, y luego por el número de posiciones de en cuanto al número de poles, seguido por el número de veces haber calificado en segundo lugar, etc.

- También se otorgan puntos para el ganador de la pole (3 puntos), el segundo mejor clasificado (2 puntos), y el tercer mejor clasificado (1 punto).